# Optant

Het deel van Elzas-Lotharingen rechts van de rode lijn werd Duits.

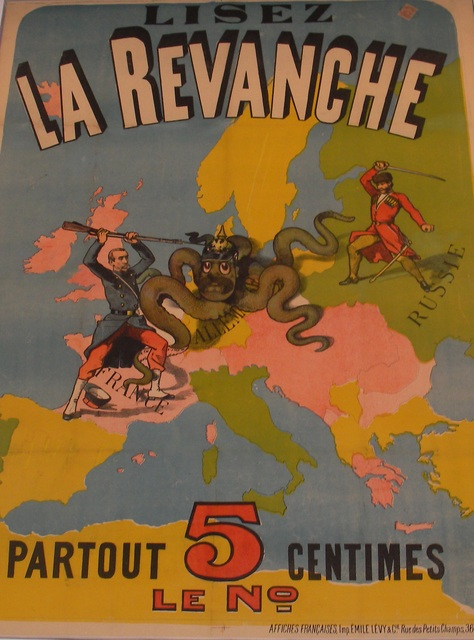
Revanchisme in Frankrijk

Een optant was een inwoner van Elzas-Lotharingen die in de jaren 1871-1872 koos voor de Franse nationaliteit. Vanaf 1871 bezette het Duitse keizerrijk het grootste deel van Elzas-Lotharingen. De administratieve afhandeling van de optanten was beslist met de Vrede van Frankfurt (1871) tussen de overwinnaar Duitsland en het verslagen Frankrijk.

## Optant in het bezet Elzas-Lotharingen
Duitsland annexeerde de volgende delen van Elzas-Lotharingen:
- Het gehele departement Bas-Rhin
- Het grootste deel van het departement Haut-Rhin: 384 /490 gemeentes. Frankrijk behield wel de streek van Belfort of Territoire-de-Belfort.
- Het oostelijk deel van het departement Meurthe: 242 / 714 gemeentes. Nancy en Pont-à-Mousson bleven Frans.
- Quasi alles van het departement Moezel: 504/629 gemeentes. Briey en Longwy bleven bij Frankrijk.
- Een klein deel van het departement Vogezen: 18 / 548 gemeentes.

Alles samen telde het door de Duitsers bezet en geannexeerd Elzas-Lotharingen 1,6 miljoen inwoners. 
Een optant moest naar het gemeentehuis gaan en officieel verklaren dat hij koos voor de Franse nationaliteit. Wie niet naar het gemeentehuis trok, kreeg automatisch de Duitse nationaliteit. 161.000 inwoners werden optanten of zowat 1/10 van de inwoners. Zij verloren hun politieke rechten in Elzas-Lotharingen; hun bezittingen mochten zij houden. Dienstplicht in het Pruisisch leger hoefden zij niet te verrichten. Nochtans leefden de optanten onder een administratieve dwang van de Duitsers om te verhuizen naar Frankrijk. Uiteindelijk verhuisden 50.000 optanten naar Frankrijk of 1/3 van de optanten. De Franse steden Belfort en Nancy werden doorgangscentra van wegtrekkende mensen. Het drama van de verhuis der optanten, die hun geboortestreek achterlieten, droeg bij tot het revanchisme in Frankrijk.

## Optant buiten Elzas-Lotharingen
Mensen geboren in Elzas-Lotharingen die woonden in niet-bezet Frankrijk of in de Franse kolonies konden ook naar het gemeentehuis trekken. Zij dienden te verklaren voor welke nationaliteit zij kozen: de Franse of de Duitse. Circa 380.000 mensen kozen voor de Franse nationaliteit en circa 3.000 kozen voor de Duitse nationaliteit.